# András Wanié
András Wanié (n. 23 aprilie 1911, Seghedin, Ungaria – d. 12 noiembrie 1976, Sacramento, California, SUA) a fost un înotător maghiar, medaliat olimpic. A participat la 2 ediții ale Jocurilor Olimpice (1928, 1932) în care a câștigat o medalie de bronz.